# Xã Allen, Quận Kingman, Kansas
Xã Allen (tiếng Anh: Allen Township) là một xã thuộc quận Kingman, tiểu bang Kansas, Hoa Kỳ. Năm 2010, dân số của xã này là 84 người.